# Роуэн, Уильям (биолог)
Уильям Роуэн (1891—1957) — канадский биолог и орнитолог. Член Королевского общества Канады.

## Биография
Родился в Базеле в Швейцарии. В 1908 эмигрировал в Канаду, несколько лет работал на ранчо, в свободное время зарисовывая и фотографируя. Затем вернулся в Англию, чтобы пойти учиться в Университетский колледж Лондона.
В 1914—1915 служил в армии, но в Первой мировой войне активно не участвовал и был комиссован по здоровью. Затем вернулся в Канаду и занимался зоологией. В 1924 начал важные исследования, которые позволили установить влияние дневного света на миграцию птиц (ранее считалось, что ее вызывают изменения температуры или давления).
Осенью 1931 года организовал легендарный эксперимент с 500 воронами, чьи хвосты были выкрашены в желтый цвет. Вороны из контрольной группы остались в районе, где их выпустили, или полетели на юг, а вороны, на которых до выпуска воздействовали искусственным светом, «сокращая» их ночи — на север. Эти опыты принесли Роуэну международное научное признание.
Скончался в Эдмонтоне.